# Johnny Jenkins
Johnny Edward Jenkins (Bibb County (Georgia), 5 maart 1939 — aldaar, 26 juni 2006) was een Amerikaanse linkshandige bluesgitarist, die de carrière van Otis Redding hielp lanceren. Zijn flamboyante stijl van gitaarspel had ook invloed op Jimi Hendrix.
In de jaren zestig was Jenkins de leider van de Pinetoppers, die een jonge Otis Redding als zangeres in dienst hadden. Omdat Jenkins geen rijbewijs had, diende Redding ook als zijn persoonlijke chauffeur. Tijdens een opnamesessie in 1962, georganiseerd door de manager van de band, Phil Walden, liet Jenkins veertig minuten studiotijd ongebruikt. Redding gebruikte deze tijd om een ballad op te nemen, "These Arms of Mine", waarop Jenkins gitaar speelde. Scott Freeman geeft in zijn biografie van "Redding, Otis !: The Otis Redding Story" verschillende verslagen van die chaotische dag bij Stax Records. In 1964 bracht Jenkins een instrumentale single uit, "Spunky" (Volt V-122).
- Bibliothèque nationale de France: cb14066355h (data)
- Gemeinsame Normdatei: 131870580
- International Standard Name Identifier: 0000 0003 6643 2052
- Library of Congress Control Number: no96041030
- MusicBrainz: b22d0d4f-4cc7-4130-ae0d-2538fafdd130
- Virtual International Authority File: 230029443